# Триндади (Пернамбуку)
Триндади (порт. Trindade) — муниципалитет в Бразилии, входит в штат Пернамбуку. Составная часть мезорегиона Сертан штата Пернамбуку. Входит в экономико-статистический микрорегион Арарипина. Население составляет 24 544 человека на 2007 год. Занимает площадь 230 км². Плотность населения — 106 чел./км².
Праздник города — 20 декабря.

## История
Город основан в 1963 году.

## Статистика
- Валовой внутренний продукт на 2005 год составляет 64 741 000 реалов (данные: Бразильский институт географии и статистики).
- Валовой внутренний продукт на душу населения на 2005 год составляет 2710 реалов (данные: Бразильский институт географии и статистики).
- Индекс развития человеческого потенциала на 2000 год составляет 0,641 (данные: Программа развития ООН).